# Destinazione d'uso
Per destinazione d'uso s'intende l'insieme delle modalità e delle finalità di utilizzo di un suolo, di un'opera, di un manufatto, di una costruzione dell'essere umano, di un bene naturalistico o di un veicolo.

## Descrizione
La destinazione d'uso è un concetto di estrema rilevanza nell'ambito del diritto amministrativo, in particolare di quello edilizio e di quello della pianificazione del territorio. Con la destinazione d'uso si categorizza l'oggetto in questione per contestualizzarlo in un insieme. Nel caso dell'edilizia la destinazione d'uso si può riferire sia alla singola unità immobiliare che ad un comparto urbanistico. Nel secondo caso si intravede l'importanza della destinazione d'uso a livello di pianificazione territoriale.
Nell’accezione giuridica la destinazione d’uso è la funzione che gli strumenti urbanistici, in base alle previsioni legislative, attribuiscono a porzioni del territorio comunale. Nell’impostazione della legge urbanistica e del decreto ministeriale 2 aprile 1968, n. 1444 sono le zone omogenee. Sulla base della previsione urbanistica si determina la destinazione d’uso dei singoli edifici che ne costituirà una caratteristica reale con effetti diretti sul diritto di proprietà. La destinazione d’uso urbanistica è frutto della pianificazione propria di una zona omogenea; e la destinazione d’uso edilizia propria del singolo edificio è definita dal titolo abilitativo in ottemperanza a quanto stabilito dalle norme urbanistiche. La destinazione d’uso come categoria giuridica, è il presupposto legale dell’uso concreto e secondo legge degli immobili. Chi utilizza lo spazio del proprio immobile svolgendo una funzione diversa rispetto alla destinazione d’uso compie un illecito, abuso edilizio, poiché l’utilizzo è difforme dal titolo abilitativo originario o successivo. Ad esempio, usare una cantina come una stanza per dormire.
I titoli abilitativi sono quei documenti che attestano l’autorizzazione, da parte dell’Ente preposto alla vigilanza, ad attuare determinati interventi nei tempi e con le modalità previste proprio dal titolo abilitativo. Il Testo Unico dell’Edilizia disciplina in tutto il territorio nazionale l’attività urbanistico-edilizia attraverso due tipologie di titoli abilitativi: il Permesso di Costruire (PdC) e la Denuncia di Inizio Attività (DIA). Gli interventi per i quali non è previsto un titolo abilitativo sono considerati Attività Edilizia Libera (AEL). L’introduzione della Segnalazione Certificata di Inizio Attività (SCIA) non ha abolito del tutto la DIA, in quanto la DIA può essere ancora utilizzata in alternativa al PdC.

### Esempi
Ecco alcuni esempi di destinazione d'uso nell'ambito urbanistico:
- destinazione d'uso residenziale: edifici di civile abitazione.
- destinazione d'uso agricola: aree destinate a coltivazioni, pascoli, con edificabilità estremamente ridotta.
- destinazione d'uso industriale: capannoni industriali e strutture affini.
- destinazione d'uso commerciale: supermercati, uffici, magazzini.
- destinazione d'uso ospedaliera: case di cura pubbliche o private.

## Destinazione d'uso dei veicoli
Nell'ambito dei trasporti, si intende come destinazione d'uso di un veicolo il tipo di utilizzo che se ne andrà a fare, che generalmente si distingue nelle due categorie di uso per conto proprio o per conto terzi.

### Normativa italiana
Nella normativa italiana, la destinazione d'uso dei veicoli è regolata dal Codice della Strada, esso prevede le seguenti destinazioni:
- Uso proprio
  - Trasporto di persone
  - Trasporto di cose
  - Trasporto promiscuo di persone e cose
  - Usi speciali o trasporti specifici
- Uso di terzi
  - Noleggio senza conducente
  - Noleggio con conducente
  - Servizio di piazza per trasporto di persone (taxi) / trasporto di cose per conto di terzi
  - Servizio di linea per trasporto di persone/cose
  - Trasporto di cose per conto di terzi

## Cambio di destinazione d'uso
Con cambio di destinazione d'uso si fa riferimento alla procedura tramite la quale si modifica l'utilizzo cui è destinato un determinato edificio o una determinata unità immobiliare. Le principali categorie di destinazione d'uso sono:
- residenziale
- commerciale
- industriale

Per effettuare il cambio di destinazione d'uso di un edificio occorre tenere in considerazione le norme previste dal piano regolatore generale del comune nel quale questo è ubicato.
Fondamentale al fine di comprendere quali tipi di autorizzazioni ed adempimenti sono necessari per richiedere il cambio di destinazione d'uso è verificare se il mutamento di utilizzo dell'immobile comporti interventi edilizi.
La normativa in materia distingue infatti due tipologie di cambio di destinazione, a seconda che la mutazione sia funzionale oppure strutturale. Qualora il mutamento comprenda modifiche strutturali, è necessario richiedere al comune il permesso di costruire. Se invece al cambio di destinazione non è connessa alcuna opera volta a modificare la struttura dell'immobile, è sufficiente presentare la segnalazione certificata di inizio attività (SCIA).